# Mistigri (groupe)
 (mars 2022).
Pour les articles homonymes, voir Mistigri.
Mistigri est un groupe belge de pop rock, formé au début des années 1990 et composé d'Ariane (belge d'origine brésilienne) pour le chant, de Peter Pluut à la guitare, Gilles pour les textes, John Guilmain à la basse et Tiki Boom à la batterie.

## Historique
Les premières chansons du groupe sont écrites en mars 1991. 
Quatre des premières chansons sur une vingtaine sont choisies pour figurer sur leur premier album en 1995. Leur clip mis en vedette pour l'album est La chanson de la forêt. Suivront par la suite Envoie-moi au ciel ainsi que Comète.
En 1998 viendra leur deuxième album Tout feu.

## Discographie

### Albums
- 1995 : Mistigri (Columbia)[2],[3]
- 1998 : Tout feu (Double T Music)[4]

### Singles
- 1995 : Baby Boom[5]
- 1995 :  Envoie-moi au ciel
- 1995 : Comète

## Filmographie
- 1995 : La chanson de la forêt